# Parker (Colorado)
Parker é uma cidade  localizada no estado americano do Colorado, no Condado de Douglas.

## Demografia
Segundo o censo americano de 2000, a sua população era de 23.558 habitantes.
Em 2006, foi estimada uma população de 41.406, um aumento de 17848 (75.8%).

## Geografia
De acordo com o United States Census Bureau tem uma área de
37,8 km², dos quais 37,8 km² cobertos por terra e 0,0 km² cobertos por água. Parker localiza-se a aproximadamente 1753 m acima do nível do mar.

## Localidades na vizinhança
O diagrama seguinte representa as localidades num raio de 16 km ao redor de Parker.